# Robert Prantner
Robert Prantner (* 26. Juni 1931 in Wien; † 10. Dezember 2010 in Hinterbrühl) war ein österreichischer römisch-katholischer Theologe, Gesellschaftsethiker und Publizist.

## Leben
Prantner studierte nach seiner Matura 1949 Philosophie und Katholische Theologie sowie Staatswissenschaften. Mit einer Arbeit über das Völkerrecht und internationale Beziehungen wurde er zum Dr. rer. pol. in Politikwissenschaften und zudem in Theologie promoviert. Er besaß ein Ehrendoktorat im Fachbereich der Sozialwissenschaften.
Ab 1955 war er persönlicher wissenschaftlicher Mitarbeiter von Julius Raab, Bundeskanzler der Republik Österreich (1953 bis 1961), später bis 1993 von Nationalratspräsident Alfred Maleta. Von 1961 bis 1964 leitete er zusätzlich das Büros von Altbundeskanzler Julius Raab.
Prantner war von 1974 bis 1982 Dozent für Ethik und Gesellschaftslehre an der Philosophisch-theologischen Ordenshochschule der Augustiner-Chorherren im Stift Klosterneuburg. 1990 wurde er auf die Professur für Ethik und Gesellschaftslehre an die Philosophisch-theologische Hochschule der Zisterzienser im Stift Heiligenkreuz berufen, wo er bis 1998 lehrte. In den 1990er Jahren war er als Mitglied der Schutzengelbruderschaft im Engelwerk tätig.
1998 wurde er emeritiert. Im selben Jahr löste er mit der Verbreitung antisemitischer Ritualmordlegenden eine Kontroverse aus. Ein Strafverfahren wurde nicht eingeleitet. Er förderte unter anderem den judenfeindlichen Kult um Anderl von Rinn. 2002 verbreitete er in der Zeitung Zur Zeit Verschwörungstheorien zum 11. September 2001, in denen er die Terroranschläge den Vereinigten Staaten und dem Mossad anlastete.
Er war außerordentlicher Gesandter und bevollmächtigter Minister des Souveränen Malteserordens. Ab 1953 war er Mitglied der katholischen Studentenverbindung K.Ö.H.V. Amelungia Wien im ÖCV. Zudem war er Mitglied der katholischen Studentenverbindungen K.Ö.L. Maximiliana Wien und KÖL Starhemberg Wien.
Der Journalist Thomas Prantner ist sein Sohn.

## Ehrungen
- 1999: Komtur mit Stern des Päpstlichen Ritterordens des heiligen Gregors des Großen[7]
- 2002: Österreichisches Ehrenkreuz für Wissenschaft und Kunst I. Klasse

## Schriften
- Malteserorden und Völkergemeinschaft, Duncker & Humblot 1974, ISBN 3-428-03253-5
- Kreuz und weiße Nelke. Katholische Kirche und Christlichsoziale Partei im Spiegel der Presse (1918-1932), 1983, ISBN 3-205-02242-4
- Julius Raab. Ansichten des Staatsvertragskanzlers, Österreichische Staatsdruckerei 1991, ISBN 3-7046-0267-1
- Leopold Figl: Ansichten, Verlag Österreich 1992, ISBN 3-7046-0318-X, mit Johannes Kunz (Herausgeber)
- Freimaurerei und Kirche sind unvereinbar, Christiana-Verlag 1998 (6. Auflage), ISBN 3-7171-0633-3
- Zwischen Ballhausplatz und Vatikan: Hinter den Kulissen des Geschehens, Zur Zeit-Edition, Band 6, 2006, ISBN 3-900052-08-5
- Das Kreuz mit den Tafeln: Humorige und satirische Anekdoten, aufgelesen am Straßenrand, Zur Zeit-Edition, Band 10, 2008, ISBN 978-3-900052-12-6
- Land und Leute – gestern und heute: Alles ist eins, Zur Zeit-Edition, Band 13, 2008, ISBN 978-3-900052-16-4
- Machtzentrum Vatikan, Zur Zeit-Edition, Band 14, 2010, ISBN 978-3-900052-17-1